# Order Zasługi Nadrenii-Palatynatu
Order Zasługi Nadrenii-Palatynatu (niem. Verdienstorden des Landes Rheinland-Pfalz) – odznaczenie za zasługi, nadawane przez niemiecki kraj związkowy Nadrenia-Palatynat.

## Historia
Order został ustanowiony 2 października 1981 roku przez landtag Nadrenii-Palatynatu jako nagroda za wybitne zasługi dla landu lub jego ludności. Nadawany jest przez krajowego prezesa Rady Ministrów, wnioski o nadanie kieruje się do prezesa landtagu lub ministrów poszczególnych resortów. Liczba żyjących posiadaczy orderu nie może przekroczyć 800 osób. Od chwili utworzenia orderu do roku 2007 otrzymało go 980 osób, 713 mężczyzn i 257 kobiet.

## Insygnium
Oznaka jednoklasowego orderu to emaliowany na czerwono krzyż maltański ze złotym obramowaniem, bez kulek na szczytach ramion. W medalionie środkowym awersu znajduje się emaliowany herb Nadrenii-Palatynatu w złotym polu. Rewers jest złoty i nieemaliowany, bez jakichkolwiek napisów. Order noszony jest na agrafie na lewej piersi. Wstęga orderu, używana tylko przy miniaturce lub rozetce, jest czarno-czerwono-złota (barwy flagi RFN).

## Niektórzy posiadacze odznaczenia
- Mario Adorf
- Udo Bölts
- Reinhard Hess
- Karl Mildenberger
- Walter Rudolf